# Karol Dawidowski
Karol Dawidowski (ur. 30 stycznia 1882 w Tarnopolu, zm. 13 grudnia 1928) – doktor filozofii, pedagog, wysoki urzędnik państwowy w dziedzinie oświaty.

## Życiorys
W 1900 ukończył Gimnazjum św. Jacka w Krakowie i rozpoczął studia na Wydziale Filozoficznym Uniwersytetu Jagiellońskiego; później przeniósł się na Uniwersytet Wiedeński, uzyskując tamże dyplom w 1904 i trzy lata później doktorat filozofii. Od 1904 był nauczycielem w swojej dawnej szkole – Gimnazjum św. Jacka, od września 1906 pracował w Państwowym III Gimnazjum im. króla Jana Sobieskiego w Krakowie; był tam kolejno zastępcą nauczyciela, nauczycielem, profesorem. W 1907 zdał w Krakowie egzamin na nauczyciela szkół średnich. Brał czynny udział w pracach Towarzystwa Nauczycieli Szkół Średnich i Wyższych.
Cieszył się w Krakowie popularnością, m.in. jako znany wodzirej na balach i imprezach towarzyskich. Od 1919 kierował biurem Związku Polskich Towarzystw Nauczycielskich w Krakowie, potem w Warszawie. W listopadzie 1921 został mianowany sekretarzem generalnym w Ministerstwie Wyznań Religijnych i Oświecenia Publicznego. Od października 1924 był w tym resorcie dyrektorem jednego z departamentów. Wraz z końcem kwietnia 1927 przeszedł na emeryturę.
Zmarł nagle 13 grudnia 1928. Pochowany na cmentarzu Powązkowskim w Warszawie.

## Ordery i odznaczenia
- Krzyż Komandorski Orderu Odrodzenia Polski (7 listopada 1925)[2]
- Krzyż Komandorski z Gwiazdą Orderu Gwiazdy Rumunii (Rumunia, 1928)[3]
- Krzyż Komandorski Orderu Św. Sylwestra (Stolica Apostolska)